# Gustav Hoesch
Gustav Hoesch (* 16. Juli 1818 in Düren; † 19. Februar 1885 ebenda) war ein deutscher Montan-Unternehmer.

## Leben und Wirken
Der älteste Sohn des Eberhard Hoesch (1790–1852) und der Johanna Dorothea Adelheid Hoesch geb. Wuppermann (1789–1879) war im Jahr 1840 zunächst als Volontär in Amsterdam tätig und trat am 1. Januar 1845 in das Unternehmen seines Vaters ein. Dieser hatte um 1824 mit britischen Fachkräften in Düren-Lendersdorf eine zu jener Zeit noch unbedeutende Eisenhütte übernommen und sie durch die Einführung des Puddelverfahrens zur Eisen- und Stahlgewinnung erheblich ausbauen können. Gustav Hoesch wurde nun zusammen mit seinen Brüdern Viktor und Eberhard Hoesch auch Teilhaber dieses Unternehmens, das daraufhin in Eberhard Hoesch & Söhne umfirmiert wurde.
Diese Hütte wurde zur Keimzelle der späteren Hoesch AG in Dortmund, nachdem Gustavs Vetter Leopold Hoesch (1820–1899) sich im Jahre 1871 entschloss, die einzelnen Familienunternehmen zwecks besserer Verkehrs- und Ressourcenanbindung nach Dortmund zu verlegen und zu konzentrieren. Das weiterhin rentable Lendersdorfer Werk blieb dennoch für den örtlichen Bedarf vorerst in Betrieb, und Gustav Hoesch war bis zu seinem Tode Leiter dieses Werkes, wogegen seine Brüder Viktor und Eberhard ebenso wie Leopolds Söhne Wilhelm (1845–1923) und Albert Hoesch (1847–1898) als weitere Gründungsmitglieder der Hoesch AG den Umzug nach Dortmund mitvollzogen. Erst im späteren 20. Jahrhundert wurde die Lendersdorfer Hütte endgültig geschlossen.
Darüber hinaus war Gustav wiederum mit seinen Brüdern Teilhaber der Firma Hoesch & Söhne am Sticher Berg in Eschweiler, ein 1846 ebenfalls von seinem Vater errichtetes Puddlings- und Walzwerk mit drei Hochöfen, zehn Puddelöfen und drei Schmelzöfen. Das Werksgelände am Sticher Berg wurde nach der Verlegung des Unternehmens nach Dortmund von dem Stahlbau-Unternehmen F. A. Neuman übernommen und ist noch heute existent.
Gustav Hoesch war seit 1857 verheiratet mit Maria (Agnes Julie) Hoesch geb. Pfeifer (1834–1920), Tochter des Kölner Zuckerfabrikanten Emil Pfeifer (in Firma Pfeifer & Langen) und dessen Ehefrau (Maria) Emma Pfeifer geb. Hoesch, Tochter des Dürener Papierfabrikanten Ludolf Matthias Hoesch und der Juliane Hoesch geb. Schleicher. Aus dieser Ehe gingen drei Kinder hervor: Eberhard Emil (1858), Georg Gustav Emil (Rufname) (1859) und Lucie Agnes Aline Valentine (1864–1944).
Hoesch war, wie alle Mitglieder der Unternehmerfamilie Hoesch, sehr sozial eingestellt. Er vermachte am 19. Februar 1885 dem Freiwilligen Armenverein 30.000 Mark zum Bau einer Speisehalle und der Stadt Düren 20.000 Mark für das Hospital und die gleiche Summe nochmals für die Errichtung eines Totenhauses.
Heute noch weist am Haus Robert-Koch-Straße 8 in Düren, gebaut im Jahre 1953, eine Gedenktafel auf den Stifter und Wohltäter hin.